# Nelson Francisco Favilla Ebecken
Nelson Francisco Favilla Ebecken (18 de abril de 1948) é um pesquisador brasileiro, membro titular da Academia Brasileira de Ciências na área de Ciências da Engenharia desde 8 de junho de 2005.
É professor titular da Universidade Federal do Rio de Janeiro, trabalhando com big data.
Foi condecorado na Ordem Nacional do Mérito Científico.